# Bert McCann
Robert Johnston McCann (Dundee, 1932. október 15. – 2017. szeptember 12.) válogatott skót labdarúgó, csatár.

## Pályafutása
A Dundee North End korosztályos csapatában kezdte a labdarúgást. 1953-54-ben a Dundee United, 1954 és 1956 között a Queen’s Park játékosa volt. 1956 és 1965 között a Motherwell csapatában szerepelt kilenc idényen át. 1965-66-ban a Hamilton Academical együttesében fejezte be a pályafutását.
1959 és 1961 között öt alkalommal szerepelt a skót válogatottban.